# RDF/XML
RDF/XML — заданный консорциумом W3C синтаксис выражения (т.н. сериализации) графа RDF в виде документа XML. Согласно определению W3C, «RDF/XML — это нормативный синтаксис записи RDF». RDF (Resource Description Framework) — это модель данных, используемая  для представления ресурсов т.н. семантической паутины (semantic web).
RDF/XML рассматривается как более машиночитаемая форма записи RDF, в то время как Нотация 3 — форма, более доступная для восприятия человеком. Джошуа Тоберер (Joshua Tauberer), например, говорит, что RDF/XML «может быть более интуитивно понятным, но это приведёт к затемнению основного графа».